# 용과 같이 5: 꿈을 이루는 자
《용과 같이 5: 꿈을 이루는 자》(일본어: 龍が如く5 夢、叶えし者 류가고토쿠파이브 유메,카나에시모노[*])는 세가(현 세가 게임즈)에서 발매된 2012년 12월 6일에 발매된 플레이스테이션 3 게임 소프트웨어이다. 영어권에서는 Yakuza 5라는 제목으로 발매됐다 추가정보: 2021년 1월 28일날에 3,4,5가 스팀 엑박 게임패스 마이크로 소프트 윈도우10에서 출시.
캐치 프레이즈는 ‘그 삶에 남자들의 피가 끓는다’.

## 개요
2011년 8월 31일에 행해진 ‘용과 같이 스튜디오’ 발족 기자발표회에서 나고시 토시히로에서 발매된 시리즈 넘버링 타이틀의 최진작으로, 《용과 같이 4: 전설을 잇는 자》의 정통 속편. 게임 설계를 1에서부터 다시 만들어서 제작되고 있다.
10월 27일에 공식 사이트에서 본작의 희망 등장도시(삿포로, 나고야, 오사카, 후쿠오카의 4개 도시) 앙케이트를 실시하고 있었지만, 최종적으로 이 4개 도시에 도쿄(카무로쵸)를 포함한 5개 도시가 등장하는 형태가 됐다.
이번 작품도 전작과 마찬가지로 주인공이 등장하며, 키류 카즈마, 아키야마 슌, 사에지마 타이가, 그리고 새롭게 등장한 시나다 타츠오와, 지금까지의 시리즈를 통해서 등장하고 있던 사와무라 하루카의 5명으로 구성되어있다. 하루카는 처음으로 주인공으로 등장하지만, 배틀은 댄스 배틀이 되는 등, 다른 주인공들과는 다른 방법이 된다(소지할 수 있는 아이템 등도 다르다). 또 전작과 마찬가지로 스토리마다 주인공이 결정하고 있으며, 스토리가 종료된 주인공은 조작할 수 없어지지만, 종반에는 자유롭게 플레이를 할 수 있다(하루카를 제외한 4명).
게스트 성우진으로는 배우인 아이카와 쇼, 다이토 슌스케, 카타세 나나, 후키코시 미츠루, 오쿠다 에이지가 출연한다. 그 외의 게스트로는 셰프인 카와고에 타츠야나 손금 연예인으로 알려져있는 시마다 슈헤이, 스시잔마이 사장인 키무라 키요시 등이 출연하고 있다. 또, ‘미스 용과 같이5’로 전국 5개 도시를 대표하는 여성 5명이 오디션에서 선택되며, CM 출연이나 각 도시에서 PR을 행함과 함께 게임 내에서도 등장한다.
예약 특전으로 《용노래 용과 같이 5 THE BEST SONGS SELECTION》이 전국 5대 도시 맵과 함께 들어있다.
용과 같이 시리즈 항례의 엑스트라 컨텐츠와 과거작의 클리어 데이터 불러오기에 의한 특전은 이번 작품에도 등장한다. 또한, 클리어 후에 ‘프리미엄 어드벤처’와 ‘플레미엄 뉴 게임’을 즐길 수 있는 점은 종전과 같지만, 본작은 프리미엄 어드벤처에서 내보낸 데이터를 프리미엄 뉴 게임에 불러오기는 불가능이다.

## 줄거리
동성회와 상야성화회의 항쟁 사건은 경찰 상층부의 음모를 폭로하는 의외의 형태로 종결했다.
동성회 6대 회장 도지마 다이고는 이 일련의 사건 후, 동성회의 회춘을 추진하며, 최대의 걱정이였던 오미연합과 오분의 술잔을 교환하는 것으로 대단히 견고한 체제를 쌓아가고 있었다.
하지만, 시간은 흘러서 2012년 12월, 7대 오미연합 회장의 위독의 흉보가 도달한다. 오미 7대 회장의 죽음은 동성회와 오미연합과의 균형이 깨지며, ‘동서전면전쟁’으로 발전한다.
갑작스럽게, 조직의 강화를 한 동성회는 홋카이도 · 나고야 · 후쿠오카 각 도시의 조직과 손을 잡는 금단의 결단을 내리지만, 전국의 극도조직을 말려들게 한 일대전쟁계획은 ‘한 남자의 죽음’에 의해서 시작하려고 하고 있었다.
동성회라는 큰 산이 움직이는 것으로 사방으로 흩어진 ‘잠든 남자’들은 자신의 신념, 그리고 한 소녀의 ‘꿈’ 때문에 다시 눈을 뜨고, 싸움의 소용돌이로 띄어들어간다.

## 진화 · 추가된 요소
싸우기 액션(ケンカアクション)
각 캐릭터의 그래픽이 1에서부터 새롭게 그려지고 있으며, 이것에 따라서 캐릭터의 액션도 1로부터 다시 만들어지고 있다. 또, 액션면에서는 잡은 상대를 반대측으로 다시 잡거나 벽에 벽에 붙이는 상태로 하는 등 새로운 액션도 늘어가고 있다. 그 외, 특정의 조건하에 풀어내지는 큰 기술 ‘절기’가 추가됐다.
히트 액션(ヒートアクション)
배틀의 흐름을 끊지 않고 발동할 수 있게 된 것 외에, 각 도시 한정의 ‘해당 지방 히트 액션’이 부활했다. 또, 히트 게이지가 모여있는 경우에 발동 조건이 갖추어지면 반드시 발동하고 있던 히트 액션이지만, 그것을 막는 테크닉도 추가됐다. 그 외에 특정 조건을 갖춰지는 것으로 발동할 수 있는 큰 기술 ‘클라이맥스 히트’가 추가됐다.
천계(天啓)
천계에 스토리성이 더해지며, 서브 스토리가 만들어진 것 외에 배틀 중의 천계가 추가됐다.
배틀 연출(バトル演出)
심리스 배틀이 진화됐으며, 거리 중에서의 싸움에는 전투전의 대화 문장이 없어지며 목소리만이 되는 등, 원활하게 전투로 진행되게 됐다. 또, 강적과의 싸움 등 모든 장면에서 심리스가 채용됐다. 그 외의 기술에 대해서 도망치는 적이나 동료를 데려가는 적 등, 적의 리액션의 바리에이션도 강화되고 있다.
댄스 배틀(ダンスバトル)
전투 기능을 가지고 있지 않은 하루카는 다른 주인공과 배틀이 다르며, 댄스 솜씨를 겨루는 리듬 게임으로 싸우게 된다. 상대의 체력을 잃게 해서 속행불능을 시킬키거나, 타임 오버시의 댄스 점수가 높은 쪽이 승리가 된다. 또, 배틀도 다른 주인공과는 다르며, 자신들로부터 신청하는 것으로 되어있다. 이 배틀에는 ‘댄스 히트’라는 액션이 있으며, 자신의 체력을 회복시키거나, 보너스 모드를 발동시키거나 하는 등 다양한 종류의 댄스 히트가 존재한다. 하루카만이 아닌 대전 상대도 댄스 히트를 사용해오기 때문에 주의가 필요. 경우에 따라서 하루카 이외의 주인공도 행할 수가 있다.
미니 게임(ミニゲーム)
5대도시마다 특색이 넘치는 ‘캬바 클럽’이나 ‘각 지역의 미니게임’이 준비되어있는 것 외에 ‘클럽 세가’에서는 (거의) 완전 수록된 《버처 파이터2》나, 콜라보한 《태고의 달인》을 즐길 수 있다. 미니게임에 따라서는 (온라민 업데이트 후) 온라인 대전이 가능한 것도 있다. 덧붙여서 온라인 대전은 시리즈에서 본작이 처음이다.

### 어나더 드라마
각 주인공이 각각 다른 토지에서 익숙하지 않는 환경 속에서 생활을 꾸려나가는 모습을 클로즈 업한, 메인스토리와는 다른 단면으로 그려지는 이야기. 각 주인공마다 각각 다른 방법으로 용의되고 있다. 그리고 아키야마는 하루카와 원샷으로 그려지고 있기 때문에 어나더 드라마는 존재하지 않는다.
키류 카즈마 〈택시 드라이버〉(タクシードライバー)
후쿠오카 나가스가에 있는 ‘나가스 택스’에서 택시 운저다로 일하는 키류는 건실함으로 살아가기 위한 법을 어기지 않게 눈에 띄지 않게 주의 깊게 일을 하고 있지만, 어떤 접촉으로부터 최강의 거리경주 집단 ‘데빌 킬러’에 점찍혀버린다. 이것이 계기가 되며, 고속 세계에서의 싸움에 희말려가게 된다.
사에지마 타이가 〈사냥과 살육〉(狩猟と殺戮)
삿포로 츠키미노로 향하는 도중의 설산에서 조난당한 사에지마는 작은 취락에 사는 오쿠데라라는 사냥꾼에게 도움을 받는다. 자신을 도와주고, 생명의 존엄성을 알고 있는 오쿠데라가, 전설의 거대곰 ‘야마오로시’를 계속 쫓는 것에 대해서 수수께끼가 깊어지는 중, 극한의 설한에서 살아남기 위해서, 야생동물과의 설산에서의 서바이벌이 시작된다.
사와무라 하루카 〈아이돌의 길〉(アイドルへの道)
오사카 소텐보리에 있는 예능 사무소 ‘다이나 체어’에 소속하며 아이돌로 활동하는 하루카는 간사이 넘버원 아이돌을 정하는 ‘프리센스 리그’에 나가며, 우승이 눈 앞까지 오고 있었다. 그런 그녀의 앞에 최대의 라이벌 ‘T-SET’가 앞길을 가로막는다.
시나다 타츠의 〈일타의 대가〉(一打の代償)
나고야 킨에이쵸에서 사는 전 프로야구 선수 시나다는 고교시절부터 팀 메이트인 시라카와와 우연한 재회를 하며, 그것을 계기로 차차 기묘한 배팅 승부를 걸게 된다. 시나다에게는 한번 버려졌던 야구를 향한 꿈을 되찾기 위한 것, 예전의 자신과의 고독한 싸움이 시작된다.

## 무대가 되는 거리
도쿄 카무로쵸와 《2》에도 등장한 오사카 소텐보리 외에 새롭게 3개 도시가 등장한다.
나가스가(永洲街)
후쿠오카의 무대가 되는 규슈 최대의 환락가.
츠키미노(月見野)
삿포로의 무대가 되는 홋카이도 최대의 환락가.
킨에이쵸(錦栄町)
나고야의 무대가 되는 中部 최대의 환락가.

## 노래
- 주제가: GOSPELS OF JUDAS 〈Bloody Moon〉(워너 뮤직 재팬)
- 삽입곡: 히무로 쿄스케 〈Still The One〉(폴리도르)
- 삽입곡: 히무로 쿄스케 〈So Far So Close〉(폴리도르)
- 삽입곡: 히무로 쿄스케 〈영원함 ~Eternity~〉(폴리도르)
- 삽입곡: 히무로 쿄스케 〈Wild Romance〉(도시바 EMI)
- 삽입곡: 히무로 쿄스케 〈영혼을 감싸줘 (nylon-guitar version)〉(폴리도르)
- 닫는 곡: 히무로 쿄스케 〈다이아몬드 더스트〉(폴리도르)

## 스태프
- 나고시 토시히로 - 종합 감독
- 요코야마 마사요시 - 프로듀서 · 각본
- 호소카와 카즈키 - 감독
- 호리이 료스케 - 메인 플래너 · 작사
- 와타나베 유스케 - 홍보 · PR

## 실재 기업
- 후쿠야
- 웨스트
- 하카타 하나미도리
- 이시야 제과
- 미요시노 삿포로
- 세이코 마트
- 다이코쿠
- 호라이
- 간소타코마사
- 세카이노야마짱
- 야모모토야 본점
- 반가쿠소혼보

그 외의 131개 기업

## 평가
| 평가 |        |
| --- | ------ |
| 통합 점수 통합사 점수 메타크리틱 83/100 [ 11 ] 평론 점수 평론사 점수 디스트럭토이드 8.5/10 [ 12 ] 패미츠 40/40 [ 13 ] 게임 레볼루션 [ 14 ] 게임스팟 8/10 [ 15 ] 게임스레이더+ [ 16 ] IGN 8.4/10 [ 17 ] Hardcore Gamer [ 18 ] Hobby Consolas 93% [ 19 ] PlayStation Universe 9.5/10 [ 20 ] |        |
| 통합 점수 |        |
| 통합사 | 점수   |
| 메타크리틱 | 83/100 |
| 평론 점수 |        |
| 평론사 | 점수   |
| 디스트럭토이드 | 8.5/10 |
| 패미츠 | 40/40  |
| 게임 레볼루션 | [ 14 ] |
| 게임스팟 | 8/10   |
| 게임스레이더+ | [ 16 ] |
| IGN | 8.4/10 |
| Hardcore Gamer | [ 18 ] |
| Hobby Consolas | 93%    |
| PlayStation Universe | 9.5/10 |

### 내용주
1. 1 2  심리스는 매끄러움을 말한다

### 참조주
1. ↑  “龍が如く5 夢、叶えし者” [용과 같이 5: 꿈을 이루는 자]. 《플레이스테이션 공식 사이트》 (영어). Sony Computer Entertainment Inc. 2014년 12월 7일에 확인함.
2. ↑  “龍が如く5 夢、叶えし者 PlayStation®3 the Best” [용과 같이 5: 꿈을 이루는 자 PlayStation®3 the Best]. 《플레이스테이션 공식 사이트》 (일본어). Sony Computer Entertainment Inc. 2014년 12월 8일에 원본 문서에서 보존된 문서. 2014년 12월 7일에 확인함.
3. ↑  “龍が如く5 夢、叶えし者 PlayStation®3 the Best” [용과 같이 5: 꿈을 이루는 자 PlayStation®3 the Best]. 《플레이스테이션 공식 사이트》 (일본어). Sony Computer Entertainment Inc. 2014년 12월 6일에 원본 문서에서 보존된 문서. 2014년 12월 7일에 확인함.
4. ↑  “Yakuza 5 Announced at PlayStation Experience” [PlayStation Experience에서 용과 같이 5: 꿈을 이루는 자 안내]. 《플레이스테이션 블로그》 (영어). Sony Computer Entertainment America LLC. 2014년 12월 6일. 2014년 12월 7일에 확인함.
5. ↑  “"용과 같이5 꿈을 이루는 자" 트레일러”. Playstation Korea.
6. ↑  “次回作『龍が如く5（仮）』” [차회작 “용과 같이5 (가제)”] (일본어). 용과 같이.com. 2011년 10월 27일. 2011년 11월 2일에 확인함.
7. ↑  “『全国5大都市オーディション』” [‘전국 5대 도시 오디션’] (일본어). 용과 같이.com. 2011년 11월 24일. 2012년 11월 1일에 확인함.
8. ↑  “全国5大都市オーディション『ミス龍が如く5を探せ！』” [전국 5대 도시 오디션 “미스 용과 같이5를 찾아라!”] (일본어). 용과 같이.com. 2012년 7월 11일. 2012년 7월 17일에 확인함.
9. ↑  “龍が如くPRESENTS『復活！神室町 RADIO STATION』第13回” [용과 같이 PRESENT “부활! 카무로쵸 RADIO STATION” 제13화] (일본어). 용과 같이.com. 2012년 6월 21일. 2012년 8월 2일에 확인함.
10. ↑  “龍が如くPRESENTS『復活！神室町 RADIO STATION』第14回” [용과 같이 PRESENT “부활! 카무로쵸 RADIO STATION” 제14화] (일본어). 용과 같이.com. 2012년 7월 5일. 2012년 8월 2일에 확인함.
11. ↑  “Yakuza 5 Reviews”. Metacritic. 2015년 1월 18일에 확인함.
12. ↑  MacGregor, Kyle (2015년 12월 17일). “Review: Yakuza 5”. 《Destructoid》. 2015년 12월 18일에 원본 문서에서 보존된 문서. 2015년 12월 26일에 확인함.
13. ↑  Sal Romano (2012년 3월 13일). “Famitsu Review Scores: Issue 1251”. Gematsu. 2015년 9월 30일에 원본 문서에서 보존된 문서. 2013년 7월 4일에 확인함.
14. ↑  Schaller, Kevin (2015년 12월 22일). “Yakuza 5 Review”. 《GameRevolution》. CraveOnline. 2015년 12월 26일에 원본 문서에서 보존된 문서. 2015년 12월 26일에 확인함.
15. ↑  Concepcion, Miguel (2015년 12월 9일). “Yakuza 5 Review”. 《GameSpot》. CBS Interactive. 2015년 12월 10일에 확인함.
16. ↑  Roberts, David (2015년 12월 11일). “Yakuza 5 Review”. 《GamesRadar》. 2015년 12월 27일에 원본 문서에서 보존된 문서.
17. ↑  Destri, Di Francesco (2015년 12월 16일). “Yakuza 5 Review”. 《IGN》. 2015년 12월 26일에 원본 문서에서 보존된 문서. 2015년 12월 26일에 확인함.
18. ↑  Storm, Bradly (2015년 12월 10일). “Review: Yakuza 5”. Hardcore Gamer. 2015년 12월 11일에 원본 문서에서 보존된 문서. 2015년 12월 26일에 확인함.
19. ↑  Aznar, Rafael (2015년 12월 8일). “Análisis de Yakuza 5 para PS3”. 2015년 12월 22일에 원본 문서에서 보존된 문서.
20. ↑  Smith, Dane (2015년 12월 18일). “Yakuza 5 Review: the ultimate PS3 swan song”. 《PlayStation Universe》. 2015년 12월 26일에 원본 문서에서 보존된 문서.